# Katsuya Nagato
Katsuya Nagato (jap. 永戸勝也, Nagato Katsuya; * 15. Januar 1995 in Sakura, Präfektur Chiba) ist ein japanischer Fußballspieler.

## Karriere
Katsuya Nagato erlernte das Fußballspielen in der Schulmannschaft der Yachiyo High School sowie in der Universitätsmannschaft der Hōsei-Universität. Seinen ersten Vertrag unterschrieb er 2017 bei Vegalta Sendai. Der Verein aus Sendai spielte in der höchsten Liga des Landes, der J1 League. Bis Ende 2019 absolvierte er 76 Erstligaspiele. 2020 unterschrieb er einen Vertrag beim Ligakonkurrenten Kashima Antlers in Kashima. Für die Antlers absolvierte er 51 Erstligaspiele. Im Januar 2022 wechselte er nach Yokohama zum Ligakonkurrenten Yokohama F. Marinos. Am Ende der Saison 2022 feierte er mit den Marinos die japanische Meisterschaft. Am 11. Februar 2023 gewann er mit den Marinos den Supercup. Das Spiel gegen den Pokalsieger Ventforet Kofu wurde mit 2:1 gewonnen. 2023 wurde er mit den Marinos Vizemeister.

## Erfolge
Vegalta Sendai
- Japanischer Pokalfinalist: 2018

Yokohama F. Marinos
- Japanischer Meister: 2022
- Japanischer Vizemeister: 2023
- Japanischer Supercup-Sieger: 2023